# Thomas Hollande
Pour les articles homonymes, voir Hollande (homonymie).
Thomas Hollande, né le 17 novembre 1984, est un avocat français.

## Biographie

### Jeunesse et études
Né le 17 novembre 1984,,,, Thomas Hollande est l'aîné des quatre enfants de Ségolène Royal et de François Hollande. Thomas Hollande a deux sœurs, Clémence et Flora, et un frère, Julien. Il étudie au lycée Jean-de-La-Fontaine dans le 16e arrondissement de Paris où il obtient un baccalauréat scientifique. Il est titulaire de deux masters, l'un en droit international privé et l'autre en droit anglais et américain des affaires.

### Engagement politique
En 2007, il participe à la campagne électorale de sa mère, puis contribue en 2012 à celle de son père. Pour sa mère, il avait créé « Ségosphère », pour son père, il était conseiller bénévole en communication web, notamment à travers les réseaux sociaux.

### Carrière
Thomas Hollande prête serment en novembre 2010. Avocat en droit social, en 2016 il est notamment l'avocat des représentants du personnel des laboratoires Servier, en lutte contre un plan social. Il défend également les salariés de Daiichi Sankyo, victimes d'un plan social massif.
En mai 2017, il défend les salariés de Tati, mis en redressement judiciaire, qui appartient au groupe Eram, en mettant en cause les effets de la loi Macron. Selon lui, la loi Macron, votée en août 2015, protège les grands groupes et a des effets pervers : « Cette loi pousse des groupes à abandonner leurs filiales, à les mettre en redressement judiciaire pour ne pas assumer leurs responsabilités ». Il souhaite interpeller Emmanuel Macron « sur ce dossier » rappelant que « Le nouveau président a dit qu'il s'investirait sur les dossiers sociaux » et soulignant que Tati représente 1700 salariés contre 290 à l'usine Whirlpool d'Amiens. Il « espère bien que le nouveau gouvernement va se mobiliser et faire pression sur le groupe Eram pour éviter les licenciements ». Toujours selon lui, la loi Macron a « supprimé l'obligation pour les groupes de financer les plans de sauvegarde de l’emploi (PSE) de leurs filiales en redressement judiciaire »,. Il a également défendu les salariés d'entreprises telles que Mory Ducros et ING Direct.
En juin 2018, Thomas Hollande défend des salariés de Buzzfeed France.
Il est l'avocat de la papeterie Arjowiggins de Bessé-sur-Braye, placée en redressement judiciaire.

### Vie privée
De 2012 à 2014, Thomas Hollande partage sa vie avec la chanteuse Joyce Jonathan.
Le 7 novembre 2016, Thomas Hollande officialise sa relation avec la journaliste Émilie Broussouloux. Le 8 septembre 2018, ils se marient à Meyssac. Ensemble, ils ont trois enfants : Jeanne (née le 29 juin 2019), Noé (né le 21 janvier 2021) et Nicole (née le 15 juin 2025).